# Tadeusz Przyłuski
Tadeusz Przyłuski herbu Lubicz – miecznik horodelski w latach 1752-1757, starosta hadziacki.
Poseł ziemi chełmskiej na sejm 1766 roku.